# Mistrovství Evropy v házené mužů 2006
7. mistrovství Evropy v házené se konalo od 26. ledna až 5. února 2006 ve Švýcarsku.
Mistrovství se zúčastnilo 16 mužstev, rozdělených do dvou šestičlenných skupin, z nichž první dva týmy postoupily do semifinálových bojů. Mistrem Evropy se stal tým Francie, který ve finále porazil tým Španělska. Třetí místo obsadil tým Dánska.

## Místo konání
| St. Gallen       | Basilej         | Sursee            | Bern            | Curych           |
| ---------------- | --------------- | ----------------- | --------------- | ---------------- |
| Kreuzbleichhalle | St. Jakobshalle | Sursee Stadthalle | Wankdorfhalle   | Hallenstadion    |
| Kapacita: 4 500  | Kapacita: 8 500 | Kapacita: 3 500   | Kapacita: 3 100 | Kapacita: 11 500 |
|                  |                 |                   |                 |                  |

## Základní kola

### Skupina A
| Poř. | tým       | Z | V | R | P | VB | OB | +/− | B | výsledek                 |
| ---- | --------- | - | - | - | - | -- | -- | --- | - | ------------------------ |
| 1.   | Slovinsko | 3 | 3 | 0 | 0 | 95 | 85 | +10 | 6 | postup do hlavní skupiny |
| 2.   | Polsko    | 3 | 1 | 1 | 1 | 93 | 88 | +5  | 3 | postup do hlavní skupiny |
| 3.   | Ukrajina  | 3 | 1 | 0 | 2 | 92 | 96 | −4  | 2 | postup do hlavní skupiny |
| 4.   | Švýcarsko | 3 | 0 | 1 | 2 | 86 | 97 | −11 | 1 |                          |

| 26. ledna 2006 | Polsko  | 33–24 | Ukrajina | Kreuzbleichhalle, St. Gallen |
| 26. ledna 2006 | (19–13) |       |          | Kreuzbleichhalle, St. Gallen |
| 26. ledna 2006 | Report  |       |          | Kreuzbleichhalle, St. Gallen |

| 26. ledna 2006 | Slovinsko | 29–25 | Švýcarsko | Kreuzbleichhalle, St. Gallen |
| 26. ledna 2006 | (16–13)   |       |           | Kreuzbleichhalle, St. Gallen |
| 26. ledna 2006 | Report    |       |           | Kreuzbleichhalle, St. Gallen |

| 28. ledna 2006 | Švýcarsko | 31–31 | Polsko | Kreuzbleichhalle, St. Gallen |
| 28. ledna 2006 | (16–17)   |       |        | Kreuzbleichhalle, St. Gallen |
| 28. ledna 2006 | Report    |       |        | Kreuzbleichhalle, St. Gallen |

| 28. ledna 2006 | Ukrajina | 31–33 | Slovinsko | Kreuzbleichhalle, St. Gallen |
| 28. ledna 2006 | (17–16)  |       |           | Kreuzbleichhalle, St. Gallen |
| 28. ledna 2006 | Report   |       |           | Kreuzbleichhalle, St. Gallen |

| 29. ledna 2006 | Slovinsko | 33–29 | Polsko | Kreuzbleichhalle, St. Gallen |
| 29. ledna 2006 | (16–10)   |       |        | Kreuzbleichhalle, St. Gallen |
| 29. ledna 2006 | Report    |       |        | Kreuzbleichhalle, St. Gallen |

| 29. ledna 2006 | Švýcarsko | 30–37 | Ukrajina | Kreuzbleichhalle, St. Gallen |
| 29. ledna 2006 | (14–21)   |       |          | Kreuzbleichhalle, St. Gallen |
| 29. ledna 2006 | Report    |       |          | Kreuzbleichhalle, St. Gallen |

### Skupina B
| Poř. | tým       | Z | V | R | P | VB | OB  | +/− | B | výsledek                 |
| ---- | --------- | - | - | - | - | -- | --- | --- | - | ------------------------ |
| 1.   | Španělsko | 3 | 2 | 1 | 0 | 94 | 82  | +12 | 5 | postup do hlavní skupiny |
| 2.   | Francie   | 3 | 2 | 0 | 1 | 88 | 75  | +13 | 4 | postup do hlavní skupiny |
| 3.   | Německo   | 3 | 1 | 1 | 1 | 87 | 84  | +3  | 3 | postup do hlavní skupiny |
| 4.   | Slovensko | 3 | 0 | 0 | 3 | 72 | 100 | −28 | 0 |                          |

| 26. ledna 2006 | Německo | 31–31 | Španělsko | St. Jakobshalle, Basilej |
| 26. ledna 2006 | (16–15) |       |           | St. Jakobshalle, Basilej |
| 26. ledna 2006 | Report  |       |           | St. Jakobshalle, Basilej |

| 26. ledna 2006 | Francie | 35–21 | Slovensko | St. Jakobshalle, Basilej |
| 26. ledna 2006 | (19–9)  |       |           | St. Jakobshalle, Basilej |
| 26. ledna 2006 | Report  |       |           | St. Jakobshalle, Basilej |

| 28. ledna 2006 | Slovensko | 26–31 | Německo | St. Jakobshalle, Basilej |
| 28. ledna 2006 | (15–18)   |       |         | St. Jakobshalle, Basilej |
| 28. ledna 2006 | Report    |       |         | St. Jakobshalle, Basilej |

| 28. ledna 2006 | Španělsko | 29–26 | Francie | St. Jakobshalle, Basilej |
| 28. ledna 2006 | (17–9)    |       |         | St. Jakobshalle, Basilej |
| 28. ledna 2006 | Report    |       |         | St. Jakobshalle, Basilej |

| 29. ledna 2006 | Německo | 25–27 | Francie | St. Jakobshalle, Basilej |
| 29. ledna 2006 | (11–13) |       |         | St. Jakobshalle, Basilej |
| 29. ledna 2006 | Report  |       |         | St. Jakobshalle, Basilej |

| 29. ledna 2006 | Španělsko | 34–25 | Slovensko | St. Jakobshalle, Basilej |
| 29. ledna 2006 | (15–10)   |       |           | St. Jakobshalle, Basilej |
| 29. ledna 2006 | Report    |       |           | St. Jakobshalle, Basilej |

### Skupina C
| Poř. | tým      | Z | V | R | P | VB | OB | +/− | B | výsledek                 |
| ---- | -------- | - | - | - | - | -- | -- | --- | - | ------------------------ |
| 1.   | Dánsko   | 3 | 2 | 1 | 0 | 90 | 82 | +8  | 5 | postup do hlavní skupiny |
| 2.   | Island   | 3 | 1 | 1 | 1 | 95 | 94 | +1  | 3 | postup do hlavní skupiny |
| 3.   | Srbsko   | 3 | 1 | 0 | 2 | 89 | 93 | −4  | 2 | postup do hlavní skupiny |
| 4.   | Maďarsko | 3 | 1 | 0 | 2 | 84 | 89 | −5  | 2 |                          |

| 26. ledna 2006 | Srbsko  | 31–36 | Island | Stadthalle, Sursee |
| 26. ledna 2006 | (11–16) |       |        | Stadthalle, Sursee |
| 26. ledna 2006 | Report  |       |        | Stadthalle, Sursee |

| 26. ledna 2006 | Dánsko | 29–25 | Maďarsko | Stadthalle, Sursee |
| 26. ledna 2006 | (12–8) |       |          | Stadthalle, Sursee |
| 26. ledna 2006 | Report |       |          | Stadthalle, Sursee |

| 27. ledna 2006 | Maďarsko | 24–29 | Srbsko | Stadthalle, Sursee |
| 27. ledna 2006 | (12–13)  |       |        | Stadthalle, Sursee |
| 27. ledna 2006 | Report   |       |        | Stadthalle, Sursee |

| 27. ledna 2006 | Island  | 28–28 | Dánsko | Stadthalle, Sursee |
| 27. ledna 2006 | (15–14) |       |        | Stadthalle, Sursee |
| 27. ledna 2006 | Report  |       |        | Stadthalle, Sursee |

| 29. ledna 2006 | Maďarsko | 35–31 | Island | Stadthalle, Sursee |
| 29. ledna 2006 | (16–14)  |       |        | Stadthalle, Sursee |
| 29. ledna 2006 | Report   |       |        | Stadthalle, Sursee |

| 29. ledna 2006 | Dánsko  | 33–29 | Srbsko | Stadthalle, Sursee |
| 29. ledna 2006 | (19–12) |       |        | Stadthalle, Sursee |
| 29. ledna 2006 | Report  |       |        | Stadthalle, Sursee |

### Skupina D
| Poř. | tým         | Z | V | R | P | VB | OB | +/− | B | výsledek                 |
| ---- | ----------- | - | - | - | - | -- | -- | --- | - | ------------------------ |
| 1.   | Rusko       | 3 | 3 | 0 | 0 | 89 | 82 | +7  | 6 | postup do hlavní skupiny |
| 2.   | Chorvatsko  | 3 | 2 | 0 | 1 | 85 | 79 | +6  | 4 | postup do hlavní skupiny |
| 3.   | Norsko      | 3 | 1 | 0 | 2 | 86 | 83 | +3  | 2 | postup do hlavní skupiny |
| 4.   | Portugalsko | 3 | 0 | 0 | 3 | 80 | 96 | −16 | 0 |                          |

| 26. ledna 2006 | Chorvatsko | 24–21 | Portugalsko | Wankdorfhalle, Bern |
| 26. ledna 2006 | (11–11)    |       |             | Wankdorfhalle, Bern |
| 26. ledna 2006 | Report     |       |             | Wankdorfhalle, Bern |

| 26. ledna 2006 | Rusko   | 24–21 | Norsko | Wankdorfhalle, Bern |
| 26. ledna 2006 | (12–10) |       |        | Wankdorfhalle, Bern |
| 26. ledna 2006 | Report  |       |        | Wankdorfhalle, Bern |

| 27. ledna 2006 | Portugalsko | 32–35 | Rusko | Wankdorfhalle, Bern |
| 27. ledna 2006 | (12–18)     |       |       | Wankdorfhalle, Bern |
| 27. ledna 2006 | Report      |       |       | Wankdorfhalle, Bern |

| 27. ledna 2006 | Norsko  | 28–32 | Chorvatsko | Wankdorfhalle, Bern |
| 27. ledna 2006 | (14–20) |       |            | Wankdorfhalle, Bern |
| 27. ledna 2006 | Report  |       |            | Wankdorfhalle, Bern |

| 29. ledna 2006 | Chorvatsko | 29–30 | Rusko | Wankdorfhalle, Bern |
| 29. ledna 2006 | (12–17)    |       |       | Wankdorfhalle, Bern |
| 29. ledna 2006 | Report     |       |       | Wankdorfhalle, Bern |

| 29. ledna 2006 | Portugalsko | 27–37 | Norsko | Wankdorfhalle, Bern |
| 29. ledna 2006 | (12–17)     |       |        | Wankdorfhalle, Bern |
| 29. ledna 2006 | Report      |       |        | Wankdorfhalle, Bern |

### Skupina 1
| Poř. | tým       | Z | V | R | P | VB  | OB  | +/− | B | výsledek             |
| ---- | --------- | - | - | - | - | --- | --- | --- | - | -------------------- |
| 1.   | Španělsko | 5 | 4 | 1 | 0 | 164 | 144 | +20 | 9 | postup do semifinále |
| 2.   | Francie   | 5 | 4 | 0 | 1 | 148 | 125 | +23 | 8 | postup do semifinále |
| 3.   | Německo   | 5 | 3 | 1 | 1 | 160 | 137 | +23 | 7 | o 5. místo           |
| 4.   | Slovinsko | 5 | 2 | 0 | 3 | 162 | 169 | −7  | 4 |                      |
| 5.   | Polsko    | 5 | 1 | 0 | 4 | 132 | 154 | −22 | 2 |                      |
| 6.   | Ukrajina  | 5 | 0 | 0 | 5 | 126 | 163 | −37 | 0 |                      |

| 31. ledna 2006 | Ukrajina | 22–36 | Německo | St. Jakobshalle, Basilej |
| 31. ledna 2006 | (13–15)  |       |         | St. Jakobshalle, Basilej |
| 31. ledna 2006 | Report   |       |         | St. Jakobshalle, Basilej |

| 31. ledna 2006 | Slovinsko | 30–34 | Francie | St. Jakobshalle, Basilej |
| 31. ledna 2006 | (11–20)   |       |         | St. Jakobshalle, Basilej |
| 31. ledna 2006 | Report    |       |         | St. Jakobshalle, Basilej |

| 31. ledna 2006 | Polsko  | 25–34 | Španělsko | St. Jakobshalle, Basilej |
| 31. ledna 2006 | (15–16) |       |           | St. Jakobshalle, Basilej |
| 31. ledna 2006 | Report  |       |           | St. Jakobshalle, Basilej |

| 1. února 2006 | Slovinsko | 33–36 | Německo | St. Jakobshalle, Basilej |
| 1. února 2006 | (16–20)   |       |         | St. Jakobshalle, Basilej |
| 1. února 2006 | Report    |       |         | St. Jakobshalle, Basilej |

| 1. února 2006 | Polsko | 21–31 | Francie | St. Jakobshalle, Basilej |
| 1. února 2006 | (9–18) |       |         | St. Jakobshalle, Basilej |
| 1. února 2006 | Report |       |         | St. Jakobshalle, Basilej |

| 1. února 2006 | Ukrajina | 25–34 | Španělsko | St. Jakobshalle, Basilej |
| 1. února 2006 | (15–16)  |       |           | St. Jakobshalle, Basilej |
| 1. února 2006 | Report   |       |           | St. Jakobshalle, Basilej |

| 2. února 2006 | Polsko | 24–32 | Německo | St. Jakobshalle, Basilej |
| 2. února 2006 | (7–16) |       |         | St. Jakobshalle, Basilej |
| 2. února 2006 | Report |       |         | St. Jakobshalle, Basilej |

| 2. února 2006 | Ukrajina | 20–30 | Francie | St. Jakobshalle, Basilej |
| 2. února 2006 | (10–16)  |       |         | St. Jakobshalle, Basilej |
| 2. února 2006 | Report   |       |         | St. Jakobshalle, Basilej |

| 2. února 2006 | Slovinsko | 33–39 | Španělsko | St. Jakobshalle, Basilej |
| 2. února 2006 | (16–19)   |       |           | St. Jakobshalle, Basilej |
| 2. února 2006 | Report    |       |           | St. Jakobshalle, Basilej |

### Skupina 2
| Poř. | tým        | Z | V | R | P | VB  | OB  | +/− | B | výsledek             |
| ---- | ---------- | - | - | - | - | --- | --- | --- | - | -------------------- |
| 1.   | Chorvatsko | 5 | 4 | 0 | 1 | 155 | 146 | +9  | 8 | postup do semifinále |
| 2.   | Dánsko     | 5 | 3 | 1 | 1 | 161 | 147 | +14 | 7 | postup do semifinále |
| 3.   | Rusko      | 5 | 3 | 0 | 2 | 143 | 140 | +3  | 6 | o 5. místo           |
| 4.   | Island     | 5 | 2 | 1 | 2 | 159 | 156 | +3  | 5 |                      |
| 5.   | Srbsko     | 5 | 1 | 0 | 4 | 137 | 157 | −20 | 2 |                      |
| 6.   | Norsko     | 5 | 1 | 0 | 4 | 141 | 150 | −9  | 2 |                      |

| 31. ledna 2006 | Island  | 34–32 | Rusko | Kreuzbleichhalle, St. Gallen |
| 31. ledna 2006 | (17–15) |       |       | Kreuzbleichhalle, St. Gallen |
| 31. ledna 2006 | Report  |       |       | Kreuzbleichhalle, St. Gallen |

| 31. ledna 2006 | Dánsko  | 30–31 | Chorvatsko | Kreuzbleichhalle, St. Gallen |
| 31. ledna 2006 | (14–15) |       |            | Kreuzbleichhalle, St. Gallen |
| 31. ledna 2006 | Report  |       |            | Kreuzbleichhalle, St. Gallen |

| 31. ledna 2006 | Srbsko  | 26–25 | Norsko | Kreuzbleichhalle, St. Gallen |
| 31. ledna 2006 | (15–16) |       |        | Kreuzbleichhalle, St. Gallen |
| 31. ledna 2006 | Report  |       |        | Kreuzbleichhalle, St. Gallen |

| 1. února 2006 | Srbsko | 21–29 | Rusko | Kreuzbleichhalle, St. Gallen |
| 1. února 2006 | (8–14) |       |       | Kreuzbleichhalle, St. Gallen |
| 1. února 2006 | Report |       |       | Kreuzbleichhalle, St. Gallen |

| 1. února 2006 | Island  | 28–29 | Chorvatsko | Kreuzbleichhalle, St. Gallen |
| 1. února 2006 | (13–13) |       |            | Kreuzbleichhalle, St. Gallen |
| 1. února 2006 | Report  |       |            | Kreuzbleichhalle, St. Gallen |

| 1. února 2006 | Dánsko  | 35–31 | Norsko | Kreuzbleichhalle, St. Gallen |
| 1. února 2006 | (17–15) |       |        | Kreuzbleichhalle, St. Gallen |
| 1. února 2006 | Report  |       |        | Kreuzbleichhalle, St. Gallen |

| 2. února 2006 | Srbsko  | 30–34 | Chorvatsko | Kreuzbleichhalle, St. Gallen |
| 2. února 2006 | (16–16) |       |            | Kreuzbleichhalle, St. Gallen |
| 2. února 2006 | Report  |       |            | Kreuzbleichhalle, St. Gallen |

| 2. února 2006 | Island  | 33–36 | Norsko | Kreuzbleichhalle, St. Gallen |
| 2. února 2006 | (16–14) |       |        | Kreuzbleichhalle, St. Gallen |
| 2. února 2006 | Report  |       |        | Kreuzbleichhalle, St. Gallen |

| 2. února 2006 | Dánsko  | 35–28 | Rusko | Kreuzbleichhalle, St. Gallen |
| 2. února 2006 | (13–13) |       |       | Kreuzbleichhalle, St. Gallen |
| 2. února 2006 | Report  |       |       | Kreuzbleichhalle, St. Gallen |

### o 5. místo
| 4. února 2006 | Německo | 32–30 | Rusko | Hallenstadion, Curych |
| 4. února 2006 | (16–18) |       |       | Hallenstadion, Curych |
| 4. února 2006 | Report  |       |       | Hallenstadion, Curych |

### Semifinále
| 4. února 2006 | Francie | 29–23 | Chorvatsko | Hallenstadion, Curych |
| 4. února 2006 | (12–10) |       |            | Hallenstadion, Curych |
| 4. února 2006 | Report  |       |            | Hallenstadion, Curych |

| 4. února 2006 | Španělsko | 34–31 | Dánsko | Hallenstadion, Curych |
| 4. února 2006 | (15–16)   |       |        | Hallenstadion, Curych |
| 4. února 2006 | Report    |       |        | Hallenstadion, Curych |

### o 3. místo
| 5. února 2006 | Dánsko | 32–27 | Chorvatsko | Hallenstadion, Curych |
| 5. února 2006 | (16–9) |       |            | Hallenstadion, Curych |
| 5. února 2006 | Report |       |            | Hallenstadion, Curych |

### Finále
| 5. února 2006 | Španělsko | 23–31 | Francie | Hallenstadion, Curych |
| 5. února 2006 | (13–17)   |       |         | Hallenstadion, Curych |
| 5. února 2006 | Report    |       |         | Hallenstadion, Curych |

## Konečné pořadí
| Zlatá medaile    | Francie     |
| Stříbrná medaile | Španělsko   |
| Bronzová medaile | Dánsko      |
| 4                | Chorvatsko  |
| 5                | Německo     |
| 6                | Rusko       |
| 7                | Island      |
| 8                | Slovinsko   |
| 9                | Srbsko      |
| 10               | Polsko      |
| 11               | Norsko      |
| 12               | Ukrajina    |
| 13               | Maďarsko    |
| 14               | Švýcarsko   |
| 15               | Portugalsko |
| 16               | Slovensko   |